# Carla Laemmle
Rebecca Isabelle "Carla" Laemmle (20 de octubre de 1909 - 12 de junio de 2014) fue una actriz estadounidense de origen judío-alemán, y sobrina del fundador del estudio Universal Pictures, Carl Laemmle. Ella fue una actriz de cine en los años 1920 y 1930, y en el momento de su muerte, era una de los pocos actores que quedaban de la época del cine mudo.

## Carrera
Laemmle entró al mundo de las películas en 1925 actuando en un papel sin acreditar como una bailarina de ballet en la versión original del cine mudo  The Phantom of the Opera (1925) y más tarde tuvo un pequeño papel en el inicio de la primera versión sonora de Drácula (1931). En este clásico del cine, interpretó a (de nuevo sin acreditar) una pasajera con gafas de un carruaje tirado por caballos en un camino lleno de baches con Renfield, el cual se traslada al castillo de Drácula. En el documental, The Road to Dracula (1999), Laemmle afirma con orgullo: "Tuve el privilegio de pronunciar las primeras líneas de diálogo en el primer thriller sobrenatural hablado". Laemmle continuó apareciendo en pequeños papeles hasta finales de la década de 1930, cuando abandonó el cine. Regresó brevemente de su retiro para interpretar a un vampiro en The Vampire Hunters Club (2001).
En 2009 fue publicado el libro Growing Up With Monsters: My Times at Universal Studios in Rhymes, coescrito por Carla Laemmle y Daniel Kinske. El libro detalla su vida en los Estudios Universal durante 1921-1937. El 20 de octubre de 2009, celebró su cumpleaños número 100 con una lista de invitados que incluía a Ray Bradbury, George Clayton Johnson, Bela Lugosi, Jr., Sara Karloff y Ron Chaney.
El 3 de octubre de 2010, Laemmle apareció en la BBC Four en el documental A History of Horror with Mark Gatiss, compartiendo recuerdos de su trabajo en el cine temprano con Lon Chaney y Bela Lugosi. Recitó sus primeras líneas de Drácula. En noviembre de 2010 hizo una aparición en el documental Moguls and Movie Stars: A History of Hollywood por Turner Classic Movies y en mayo de 2011, apareció en el Paul Merton's Birth of Hollywood en la BBC. En marzo de 2012, Turner Classic Movies presentó una proyección de Drácula en el marco del Festival de Cine clásico a la que acudió Laemmle.

## Filmografía
| Año  | Título                            | Personaje                 | Notas                        |
| ---- | --------------------------------- | ------------------------- | ---------------------------- |
| 1925 | The Phantom of the Opera          | Prima Ballerina           | No acreditada                |
| 1927 | Topsy and Eva                     | Angel                     | No acreditada                |
| 1927 | Uncle Tom's Cabin                 | Espectadora en la subasta | No acreditada                |
| 1928 | The Gate Crasher                  | Maid                      | Acreditada como Beth Laemmle |
| 1929 | The Broadway Melody               | Oyster Shell              | No acreditada                |
| 1929 | The Hollywood Revue of 1929       | Corista                   | Acreditada como Beth Laemmle |
| 1930 | King of Jazz                      | Chorine                   | Acreditada como Beth Laemmle |
| 1931 | Dracula                           | Pasajera en el carruaje   | No acreditada                |
| 1935 | The Mystery of Edwin Drood        | Colegiala                 | No acreditada                |
| 1936 | The Adventures of Frank Merriwell | Carla Rogers              | Serial en 12 episodios       |
| 1939 | On Your Toes                      |                           |                              |
| 2001 | The Vampire Hunters Club          | Vampira mayor             | Directa a vídeo              |
| 2010 | Pooltime                          | Zelda                     |                              |
| 2011 | The Extra                         | Minnie                    |                              |
| 2012 | A Sad State of Affairs            | Connie                    |                              |
| 2012 | Mansion of Blood                  | Maribelle                 |                              |